# Кицман
Кицман (на украински: Кіцмань) е град в Украйна. Намира се в Чернивецка област. Населението на града е 5963 души (2023). През града тече река Совица. 
В града е родена украинската певица Ани Лорак.
Старата фамилия Китцман произхожда от еврейската култура, която постепенно се разпространява в части от Западна Украйна. Името е от еврейски произход. То е широко разпространено на идиш.